# 什皮基夫卡河
什皮基夫卡河（烏克蘭語：Шпиківка），是烏克蘭西南部的河流，屬於南布格河的右支流。該河發源自克列諾韋，流經文尼察州的圖利欽區，河道全長34公里，流域面積385平方公里。